# タマキビ科

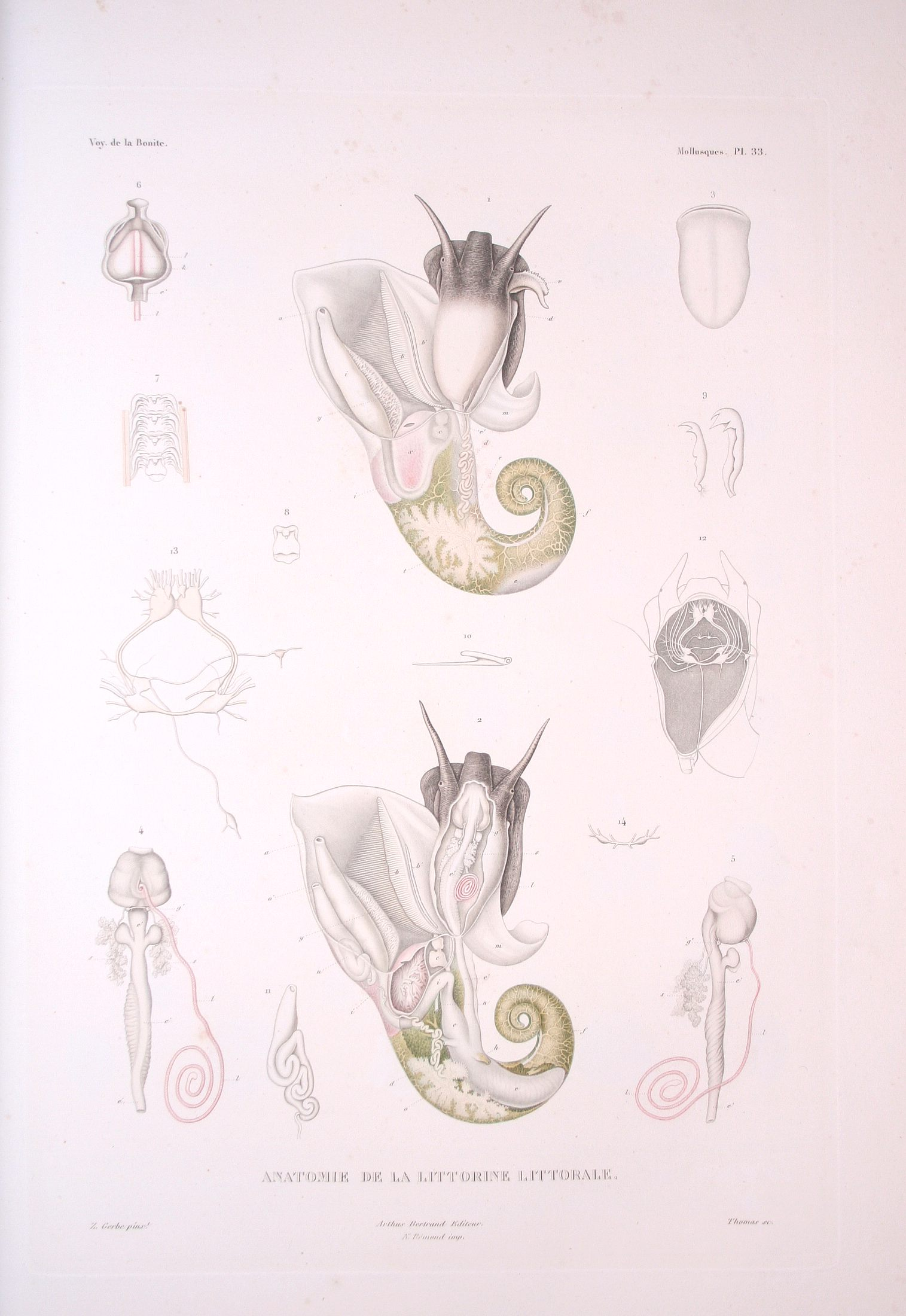
ヨーロッパタマキビのオス（上）とメス（下）。オスの頭部右側には陰茎がある。

タマキビ科（たまきびか-玉黍科）、学名 Littorinidae は、世界中の海洋沿岸域に生息する小型の巻貝の1科。殻高（殻長）は数mmから数cm。多くは潮上帯の岩礁などに生息するが、マングローブの樹上や塩性湿地周辺に住むウズラタマキビ属 Littoraria や、潮下帯の海藻上で生息するチャイロタマキビ亜科 Lacuninae などもある。
科の学名 Littorinidae はタイプ属であるタマキビ属の属名 Littorina に国際動物命名規約上で科を表す語尾「-idae」を付したもの。属名 Littorina はラテン語の「littoris（海岸）」＋「-ina（～に関係する、～産の、などを表す接尾辞）」で、本科の生息環境から。

## 形態
大きさは殻高（殻長）数mmの微小な種から50mmに達する本科最大種のブットウタマキビまであるが、多くは殻高20mm前後以下の貝殻をもつ小型の巻貝である。殻形は円錐形の螺塔と半球状に膨らんだ殻底をもつものが多いが、螺塔の高さは Laevilitorina のように非常に高いものから、Risellopsis のように低平なものまである。殻口は雫型から歪んた円形のものが多く、水管溝がないため殻口下端に”切れ目”はない。蓋は角質で薄く、多くは殻口と同型で少旋型だが、イガタマキビ属など一部の属では円形でやや多旋的。
歯舌は藻類を削り取るのに適した紐舌型であるが、成長や摂餌するものの変化に伴い歯舌の形も変化する。雌雄の別があり、メスは外套腔内に卵管やカプセル嚢・粘液嚢を持ち、交尾して繁殖する点が放精・放卵する古腹足類とは異なる。オスは正精子とともに副精子を持つ。海面上で暮らす種が多く、鰓のほかに外套腔でも呼吸する。

## 生態

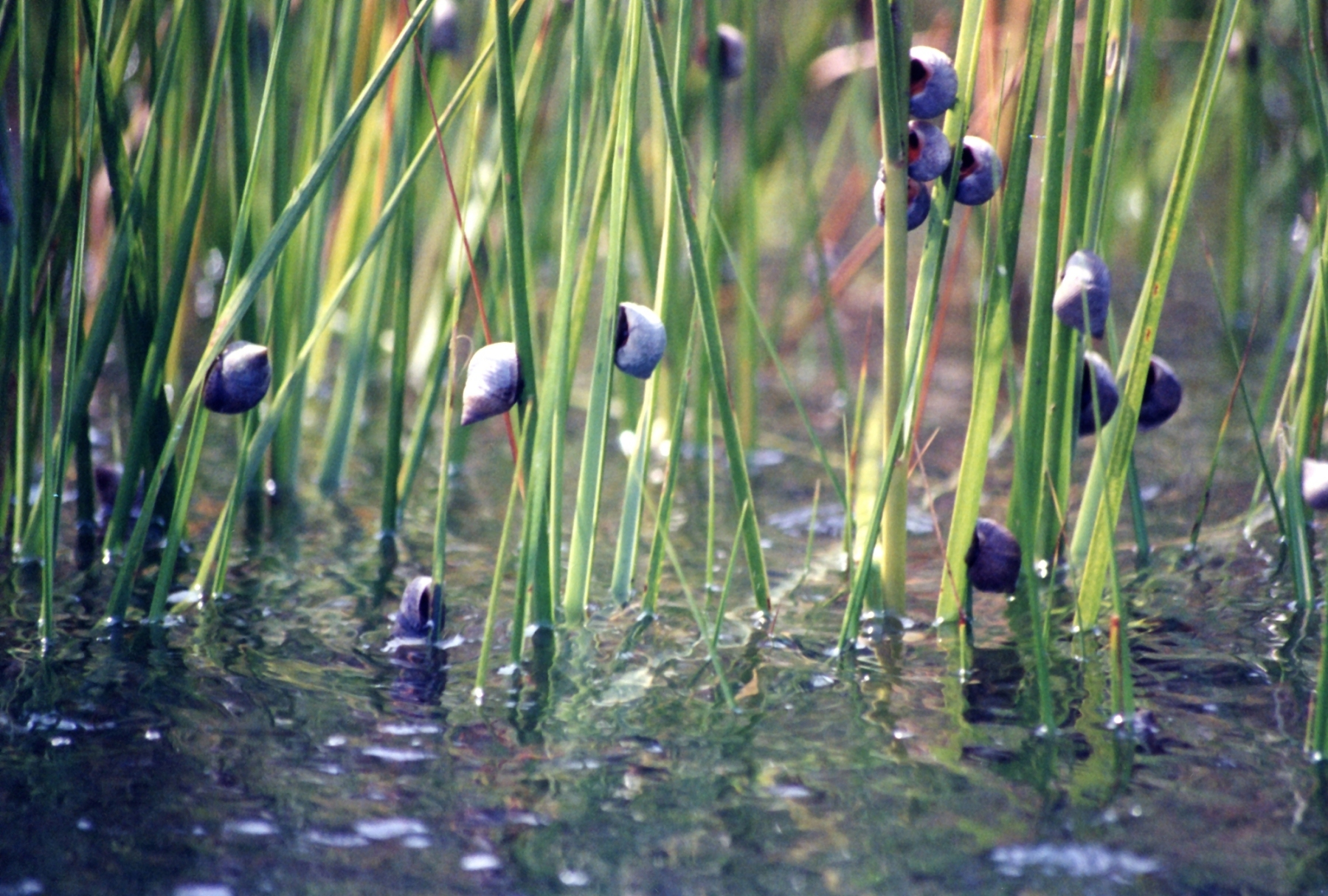
ヒガタアシ上で暮らすヌマチタマキビ。農業を営む貝として知られる。

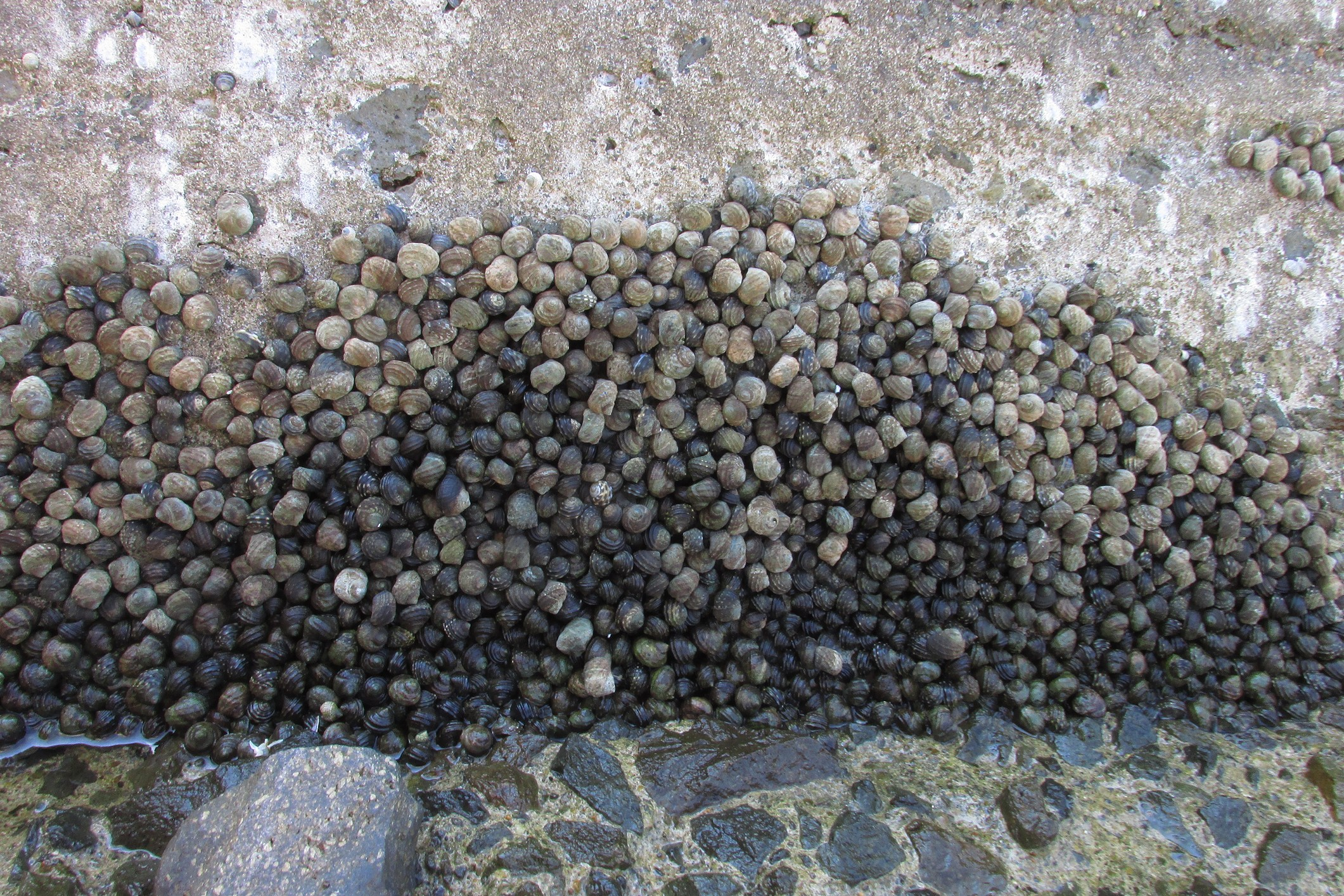
岩磯のタマキビの群れ

潮間帯やしぶき帯の岩礁に棲む種が多く、主として藻類などを餌とする。特異な例としては、北米東岸などの塩性湿地のヒガタアシ群落などに生息するヌマチタマキビ Littoraria irrorata が、ヒガタアシの葉を歯舌で傷付け、そこに真菌（Phaeosphaeria や Mycosphaerella など ）の菌糸入りの糞をして菌を植え付け、それらの菌が繁殖した葉をより好んで食べるとされ、軟体動物中で唯一農業を営む種として知られる。
海面上の高所でくらしてカニによる捕食を避ける種は耐熱性が強く、足を殻の中に引っ込めて夏眠状態となる。そのときに貝殻を岩から浮かせて熱を避ける種もある。一方で、海面下の海藻上でくらす種もある。オスはメスが這ったあとの粘液跡でメスを追って精子を注入し、メスは卵が1個から何千個収納されたカプセル（卵のう）を産む。卵のうは浮遊性のものが多いが、生息地域が限られた種では粘液性の卵のうを岩の上などに産むものもある。また大陸から離れた孤島やマングローブの樹上で生活するものの中には卵胎生の種があり、胎内で卵から幼生が孵化したのち、満ち潮の時に海面に降りて放出する。幼生の遊泳期間が比較的短い種では、オーストラリア南部など特定の海域に棲み続ける場合がある。

## 分布
世界中に分布して主に潮間帯以上の岩礁に分布するが、海域によって種や生活様式に違いがみられる。熱帯インド西太平洋にはマングローブ上に棲む種を含めて多くの種が分布するほか、パナマ地峡が閉じる前の中新世以前の種がアメリカ大陸の両岸に分布する。大西洋ではメキシコ湾から北米東岸の汽水域のイネ科植物上でくらすヌマチタマキビ のほか、温帯より北では大西洋北部のコガネタマキビ や日本産のモロハタマキビのように海藻上で生息する種がある。日本には、インド西太平洋に分布する熱帯性の種が沖縄などに生息する一方で、クロタマキビやエゾタマキビのように東北より北の海岸で生息する種もある。Afrolittorina 属、Austrolittorina 属、ヤマガタタマキビ属(Bembicium)などアフリカ南部やオーストラリアの限られた海域に分布する種は、白亜紀のゴンドワナ大陸分裂と関係があると考えられる。また南極付近の海面下には微小なLaevilitorina 属が生息する。

## 分類
タマキビ科が属するタマキビ型新生腹足類は、古腹足類からアマオブネガイ科、タニシ科、オニノツノガイ上科などが分岐したのちに分化した主に海洋産の分類群で、深海に棲むハイカブリニナ科、浅海に生息する微小なアオジタキビ科 やホシノミキビ科がタマキビ科に近い科と考えられている。
タマキビ科内の主な属の分岐図を下に示す。
タマキビ科の主な属について以下に示す。
Littorininae Children, 1834 タマキビ亜科
- Afrolittorina Williams, Reid & Littlewood, 2003：アフリカ南部に生息。白亜紀末に Nodilittorina や Tectarius と分化している。
- Austrolittorina Rosewater, 1970：オーストラリア付近に生息するオーストラリアタマキビなど。
- Cenchritis E. von Martens, 1900：K-Pg境界頃に分化したカリブ海の種。
- Echinolittorina Habe, 1956：近年遺伝子系統解析により分類されるようになり、Littorina や Nodilittorina の多くの種が、本属へ移された[23]。
- Littoraria Griffith & Pidgeon, 1834：ウズラタマキビ属。熱帯インド-西太平洋や中央アメリカに生息する約40種[26]。
- Littorina Férussac, 1822：タマキビ属。タマキビ科のタイプ属であるが、分類変更により現在では主に温帯以北に生息する約18種。
- Melarhaphe Menke, 1828：地中海や東大西洋に生息する1種で殻長約5mm。タマキビ亜科の中では古く、白亜紀前半に他の属と分化しており、テチス海由来と考えられる。
- Nodilittorina E. von Martens, 1897 ：遺伝子系統解析の結果により、本属に分類されていた多くの種がEchinolittorina、Austrolittorina および Afrolittorina に移された結果、本属に分類される現生種はK-Pg境界頃に分化したオーストラリア固有種 Nodilittorina pyramidalis 1種のみとなった[23]。
- Peasiella Nevill, 1885：日本の温暖な海にはコビトウラウズやヒナノウラウズなどが生息し、殻長は約3mm以下。白亜紀に地中海の Melarhaphe やその他のインド西太平洋の属と分化している。
- Tectarius Valenciennes, 1833：イガタマキビ属。熱帯西太平洋に分布。

以下の亜科はタマキビ亜科よりも古く白亜紀前期以前に分化し、地球の比較的両極近くに分布している。
Lacuninae チャイロタマキビ亜科（またはモロハタマキビ亜科）
- Bembicium Philippi, 1846: ヤマガタタマキビ属。オーストラリアの主に南海岸に生息[8]。
- Lacuna Turton, 1827: チャイロタマキビ属（モロハタマキビ属）。日本では九州よりも北の、潮下帯の海藻上でくらし殻高7mm以下[7]。
- Risellopsis Kesteven, 1902: ニュージーランドに棲み、殻高約5mm以下の平たい巻貝[8]。

Laevilitorininae
- Laevilitorina Pfeiffer, 1886 南極海の近海に生息する殻長数mmの種族。

## 化石
タマキビ科はK-Pg境界以前の早い年代から生息することが示唆されているが、貝殻が小さく形もさまざまであることから、貝殻の外観からタマキビ科であることを判断するのは難しく、化石の例は比較的少ない。日本では岩手県の中新世の地層などでタマキビ科の化石が見つかっている。

## 人との関係

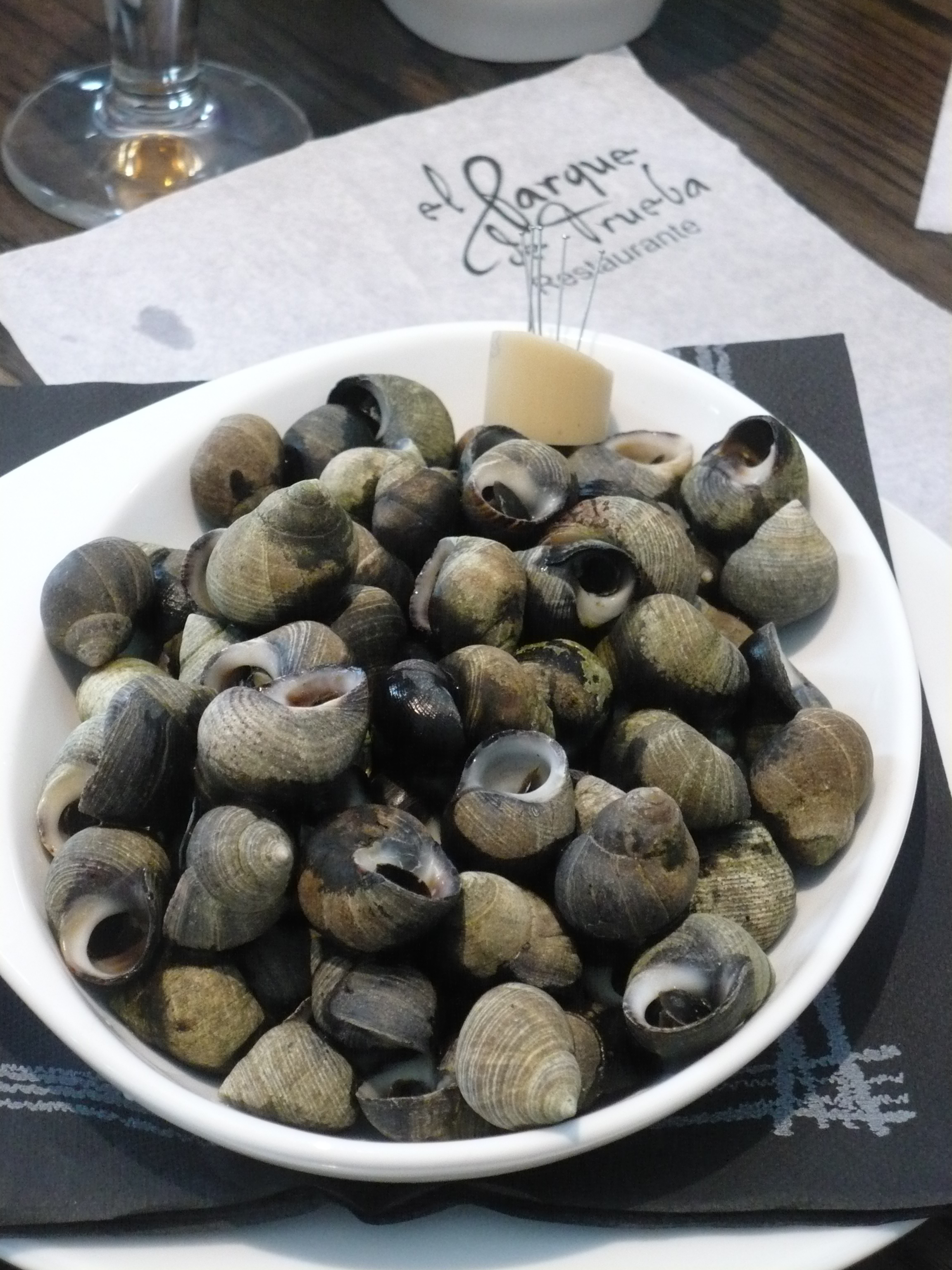
茹でたヨーロッパタマキビ（スペイン・サンタンデールのレストラン）。

ヨーロッパの大西洋沿岸の国では、ヨーロッパタマキビを茹でてオードブルとして食用にされることがある。海洋汚染に関連して、有機スズ化合物の生態への影響がヨーロッパタマキビで実験された結果、メスの中性化が起こり、前立腺が形成された。日本では、江戸時代の武蔵石壽による目八譜(mokuhachi-fu)には要介(かなめがい)としてタマキビが、小榎實介(こえのみがい)としてイボタマキビらしい貝が紹介されている。近年では磯焼けによる藻類の減少やアマモ場の減少が巻貝の生育を阻害することが懸念されている。一方磯焼けの原因の一つとして、藻類の幼胞子体や配偶体をクボガイなどの巻貝が食べることが指摘される。
フランスにはかつて「タマキビガイ飛ばし世界選手権」なる大会が開催されていた(現在も継続しているかどうかは不明)。